# سعد ناطق
سعد ناطق ناجي (مواليد 19 مارس 1994 في النجف، العراق)، لاعب كرة قدم عراقي يلعب لصالح نادي دهوك في الدوري العراقي الممتاز ومنتخب العراق لكرة القدم كقلب دفاع ولاعب خط وسط دفاعي. بدأ مسيرته الرياضية عام 2011.

## إحصائيات

### الاهداف الدولية مع المنتخب
| #  | التاريخ              | المكان                  | الخصم  | عدد الاهدف | النتيجة | المناسبة      |
| -- | -------------------- | ----------------------- | ------ | ---------- | ------- | ------------- |
| 1. | 29 كانون الثاني 2024 | استاد خليفة الدولي، قطر | الأردن | 1–1        | 2–3     | كأس آسيا 2023 |

## الجوائز والإنجازات

### الإنجازات مع النادي
| النادي       | البطولة    | مرات الفوز | الأعوام أو المواسم |
| ------------ | ---------- | ---------- | ------------------ |
| القوة الجوية | كأس العراق | 1          | 2015–16            |

## روابط خارجية
- سعد ناطق على موقع الاتحاد الدولي (مؤرشف)  (الإنجليزية)
- سعد ناطق على موقع قاعدة بيانات كرة القدم.إي يو (الإنجليزية)
- سعد ناطق على موقع ناشيونال فوتبول تيمز (الإنجليزية)
- سعد ناطق على موقع Soccerway.com (الإنجليزية)
- سعد ناطق على موقع عالم كرة القدم.نت (الإنجليزية)
- سعد ناطق على موقع أوليمبيديا (الإنجليزية)